# 중국공산당 중앙조직부
중국공산당 중앙조직부(중국어 간체자: 中国共产党中央组织部, 정체자: 中國共產黨中央組織部, 병음: Zhōngguó Gòngchǎndǎng Zhōngyāng Zǔzhībù)는 중국공산당의 인사를 주관하는 기관이다. 성(省)과 직할시 또는 국무원의 각 급으로부터 중국공산당 중앙에 우수한 인재를 발탁하거나 간부를 양성하는 역할을 수행한다. 각 급 정부의 인사 부문은 현지의 동급 조직부 부부장이 겸임한다. 예를 들면 국무원 인사부장은 중앙조직부의 인웨이민 부부장이다.

## 역대 중앙조직부장
- 펑전 (1949년 10월 － 1953년 4월)
- 라오수스 (1953년 4월 － 1954년 4월)
- 덩샤오핑 (1954년 4월 － 1956년 11월)
- 안쯔원 (1956년 11월 － 1966년 8월) - 문화대혁명이 시작된지 얼마되지 않아, 중앙 조직부는 업무 정지가 되었다.
- 장위펑 (1975년 6월 － 1977년 12월)
- 후야오방 (1977년 12월 － 1978년 12월)
- 쑹런충 (1978년 12월 － 1983년 2월)
- 차오스  (1984년 4월 － 1985년 7월)
- 웨이젠싱 (1985년 7월 － 1987년 5월)
- 쑹핑 (1987년 5월 － 1989년 12월)
- 뤼펑 (1989년 12월 － 1994년 10월)
- 장취안징 (1994년 10월 － 1999년 3월)
- 쩡칭훙 (1999년 3월 － 2002년 10월)
- 허궈창 (2002년 10월 － 2007년 10월)
- 리위안차오 (2007년 10월 －2012년 11월)
- 자오러지 (2012년 11월 - 2017년 10월)
- 천시 (2017년 10월 - 2023년 4월 26일)
- 리간제 (2023년 4월 26일-2025년 4월 2일)
- 스타이펑 (2025년 4월 2일-현재)